# La Bastille (journal)
Pour les articles homonymes, voir Bastille (homonymie).

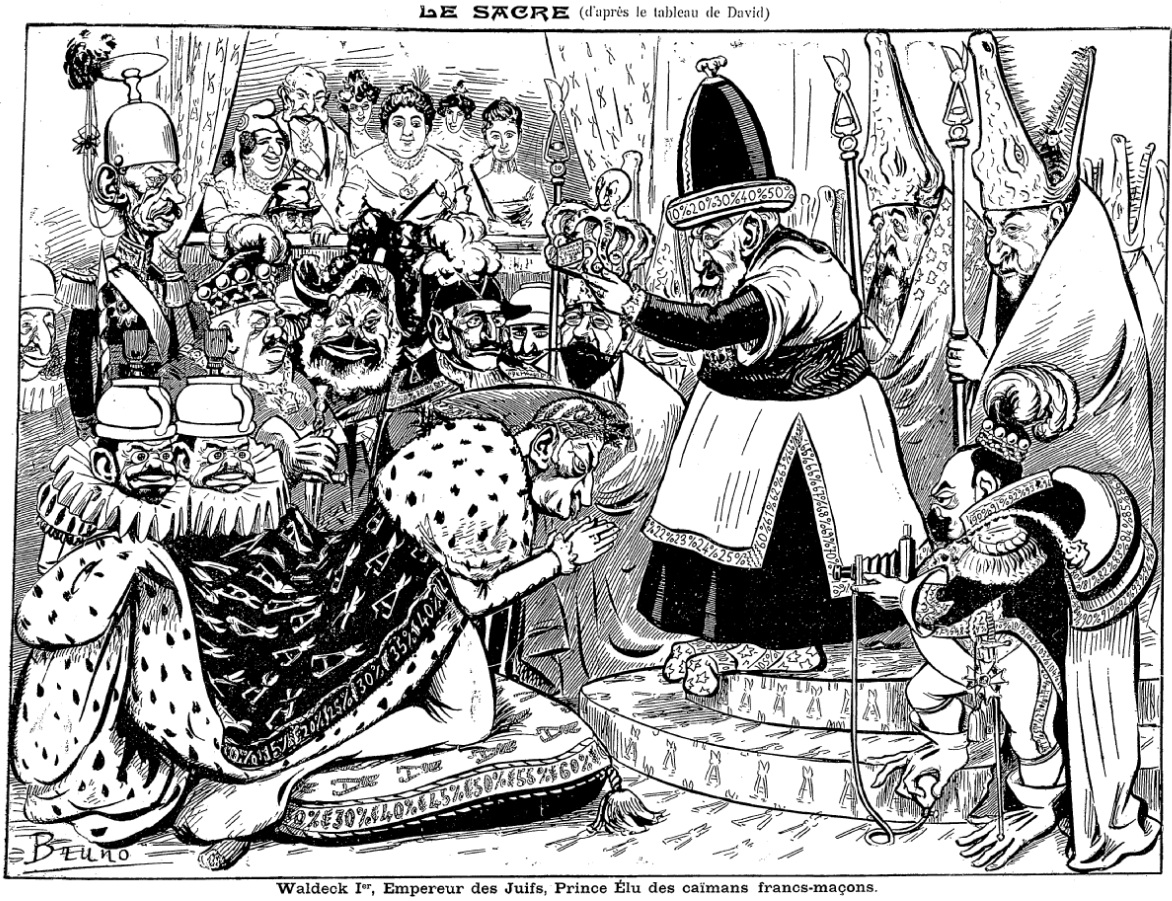
Caricature sur Pierre Waldeck-Rousseau d'après Le Sacre de Napoléon paru en 1903 dans le journal La Bastille

La Bastille, « journal antimaçonnique », est un périodique français (Paris, no 1, 26 novembre 1902 - no 550, 31 juillet 1915), dirigé par Paul Copin-Albancelli et Louis Dasté (pseudonyme d'André Baron).

## Historique
Il succède à À bas les tyrans, journal antimaçonnique. Il est également lié à France d'hier et France de demain.